# Bittva
Bittva är ett vattendrag i Ungern.   Det ligger i provinsen Veszprém, i den västra delen av landet, 130 km väster om huvudstaden Budapest.